# Peter Celsing

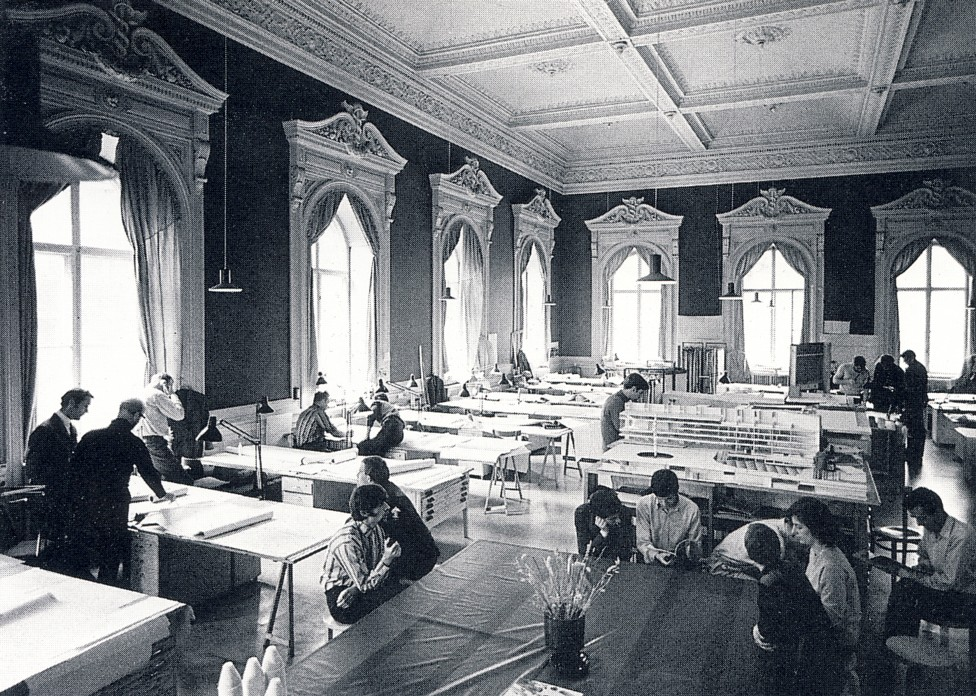
Estudio de Peter Celsing en 1967

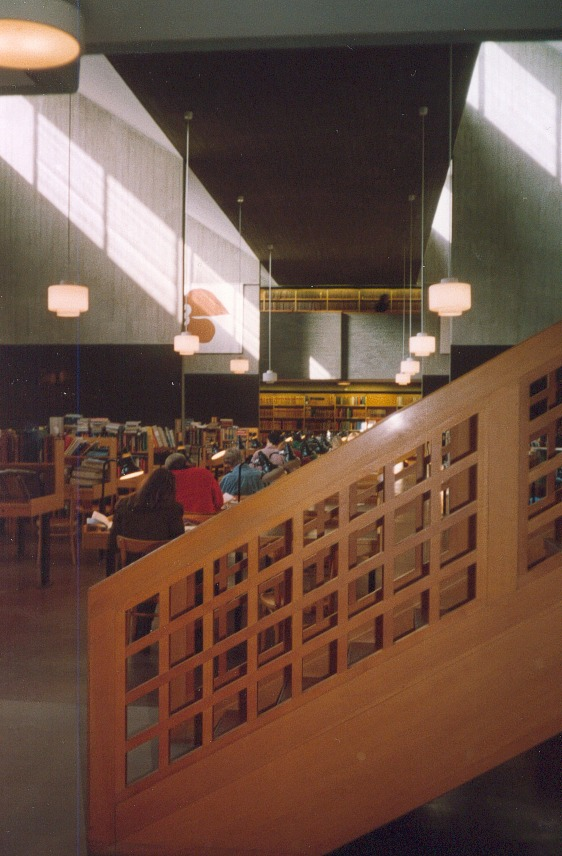
Interior de la sala de lectura de Carolina Rediviva, obra de Celsing.

Peter Celsing (Estocolmo, Suecia, 29 de enero de 1920–Ib., 16 de marzo de 1974) fue un arquitecto sueco.

## Biografía
Peter Elof Herman Torsten Folke von Celsing nació en Estocolmo, Suecia, hijo del ejecutivo de banca Folke von Celsing y de su esposa Margareta Celsing (nacida Norström). Su tío fue el diplomático Lars von Celsing (1916-2009).
Estudió en el Real Instituto de Tecnología de Estocolmo y en la Real Academia Sueca de las Artes. Celsing colaboró como ayudante del conocido arquitecto sueco Sigurd Lewerentz y según Adam Caruso, fue un gran apoyo de Lewerentz para ganar el concurso de diseño de la Iglesia de San Marcos (Markuskyrkan). Este edificio y la posterior Iglesia de St. Petri (Olaus Petri kyrka) se conocen como punto de partida de la arquitectura brutalista en Suecia.
Más tarde fue profesor de arquitectura en el Real Instituto de Tecnología de Estocolmo. Tras trabajar durante algún tiempo en Beirut, se convirtió en jefe de la oficina de arquitectura de AB Stockholms Spårvägar, empresa estatal sueca de transporte ferroviario y tranvías, para la que diseñó un gran número de estaciones de metro. También diseñó iglesias como las de las localidades de Härlanda (Gotemburgo), Almtuna (Upsala) y Vällingby, un barrio de Estocolmo.

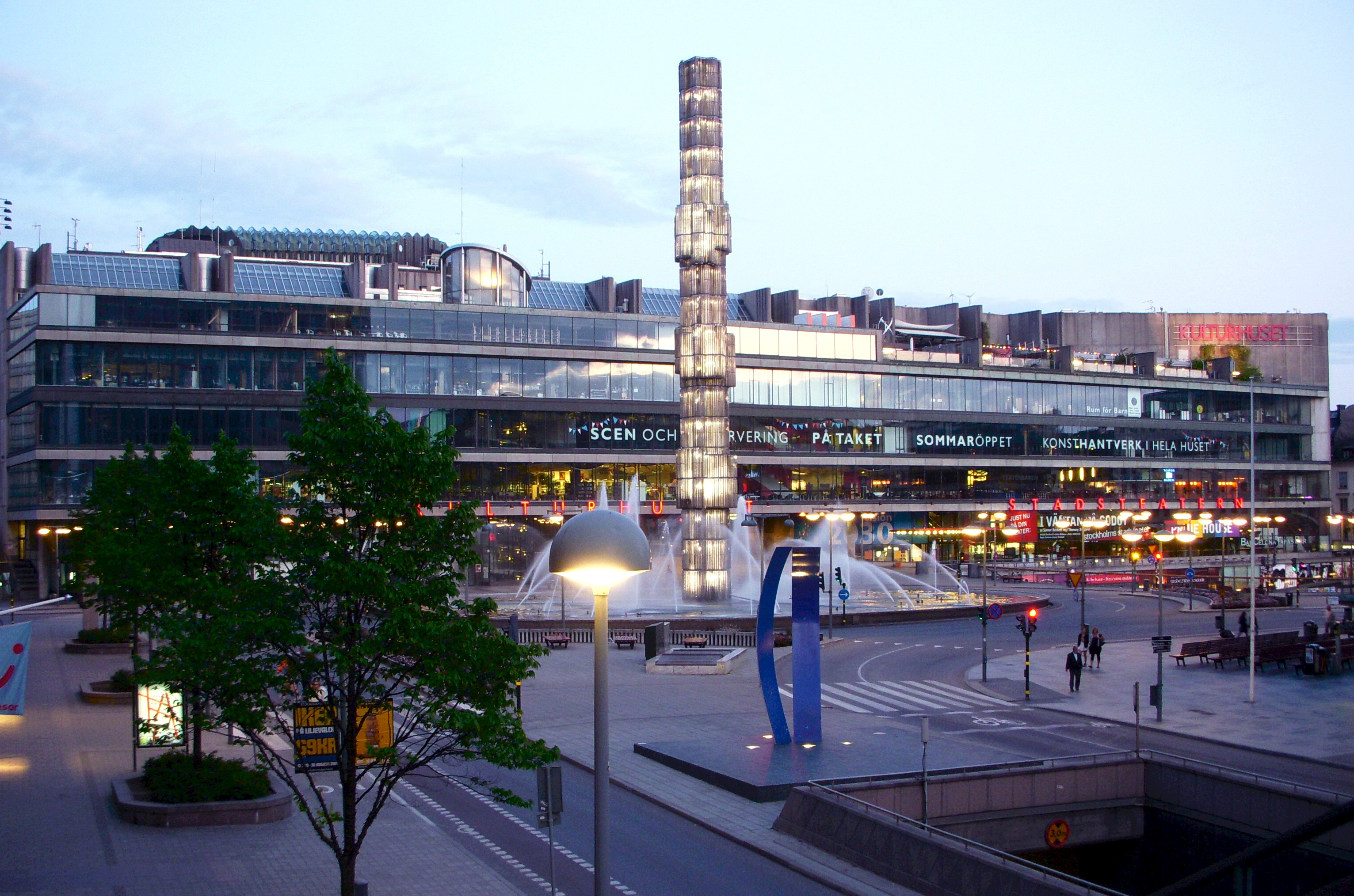
Kulturhuset, Estocolmo

## Vida personal
En 1948, Celsing se casó con Birgitta Dyrssen (1922-2004). Su hijo, Johan Celsing, también se ha dedicado a la arquitectura.

## Edificios
- Iglesia de Härlanda, Gotemburgo
- Iglesia de St Tomas, Vällingby
- Iglesia de Boliden, Boliden
- Iglesia de Nacksta, Sundsvall
- Kulturhuset, Estocolmo
- Banco de Suecia, Estocolmo
- Villa Klockberga, en Lovön, Estocolmo
- Villa Friis, en Lovön, Estocolmo.
- Instituto Sueco del Cine en Gärdet, Estocolmo
- Olaus Petri Church, Estocolmo
- Almtuna Church en Upsala
- Ampliación de la biblioteca universitaria Carolina Rediviva, Upsala
- Universidad de Upsala, Upsala